# Jatisari (Bojongpicung)
Jatisari is een bestuurslaag in het regentschap Cianjur van de provincie West-Java, Indonesië. Jatisari telt 6140 inwoners (volkstelling 2010).